# Ambasciata di Svizzera in Brasile
L'Ambasciata di Svizzera in Brasile è la missione diplomatica della Confederazione Elvetica che cura i rapporti, anche per conto del Principato del Liechtenstein, con la Repubblica Federale del Brasile.
La sede dell'ambasciata si trova a Brasilia nel "Setor de Embaixadas Sul". La rappresentanza diplomatica, inaugurata nel 1907 e situata inizialmente a Rio de Janeiro, venne trasferita nella nuova capitale del Paese nel 1972.
Andrea Semadeni ne è l'ambasciatore dal 25 aprile 2018.

## Altre sedi diplomatiche di Svizzera in Brasile
Oltre l'ambasciata a Brasilia, esiste un'estesa rete consolare della Svizzera nel territorio brasiliano, dipendente dai consolati generali di Rio de Janeiro e San Paolo:
| Tipologia          | Sede           | Zona di competenza |
| ------------------ | -------------- | --- |
| Consolato Generale | Rio de Janeiro | Stati federati di Acre, Alagoas, Amapá, Amazonas, Bahia, Ceará, Distretto Federale, Espírito Santo, Goiás, Maranhão, Minas Gerais, Pará, Paraíba, Pernambuco, Piauí, Rio de Janeiro, Rio Grande do Norte, Rondônia, Roraima, Sergipe e Tocantins. |
| Sezione consolare  | Brasilia       | |
| Consolato onorario | Belo Horizonte | |
| Consolato onorario | Fortaleza      | |
| Consolato onorario | Manaus         | |
| Consolato onorario | Recife         | |
| Consolato onorario | Salvador       | |
| Consolato Generale | San Paolo      | Stati federati di Mato Grosso, Mato Grosso do Sul, Paraná, Rio Grande do Sul, Santa Catarina e San Paolo. |
| Consolato onorario | Curitiba       | |
| Consolato onorario | Florianópolis  | |
| Consolato onorario | Porto Alegre   | |